# Sân bay Hammerfest
Sân bay Hammerfest (IATA: HFT, ICAO: ENHF) (tiếng Na Uy: Hammerfest lufthavn) là một sân bay phục vụ thị xã Hammerfest ở Finnmark, Na Uy. Sân bay nằm ở phía bắc trung tâm thị xã. Sân bay được khai trương ngày 30 tháng 7 năm 1974 cùng với một loạt các sân bay vùng khác ở Na Uy. Đơn vị vận hành sân bay này là Avinor. Năm 2007, sân bay đã phục vụ 148.541 lượt khách , là sân bay lớn thứ 3 ở Finnmark.
Hãng hàng không hoạt động ở đây là Widerøe với tuyến bay chủ yếu với Tromsø.

## Tuyến bay
- Norsk Helikopter (Các công trình ngoài khơi)
- Widerøe (Alta, Berlevåg, Båtsfjord, Hasvik, Honningsvåg, Kirkenes, Mehamn, Tromsø, Vadsø, Vardø)